# لويس أمير ويلز
لويس أمير ويلز (بالإنجليزية: Prince Louis of Wales)‏ واسمه الكامل لويس آرثر تشارلز (بالإنجليزية: Louis Arthur Charles)‏ (ولد في 23 أبريل 2018 -)، أحد أفراد العائلة الملكية البريطانية. هو الطفل الثالث لويليام أمير ويلز وكاثرين أميرة ويلز، وهو الفرد الرابع في خط الخلافة على العرش البريطاني.

## ولادته
أعلن قصر كنسينغتون عن أن دوق ودوقة كامبريدج ينتظران طفلهما الثالث في 4 سبتمبر 2017. ولد الطفل يوم 23 أبريل 2018 على الساعة 11:01 (التوقيت الصيفي البريطاني) بوزن 3.8 كغ.

## روابط خارجية
- لويس أمير ويلز على موقع IMDb (الإنجليزية)
- لويس أمير ويلز على موقع قاعدة بيانات الفيلم (الإنجليزية)